# حقوق الإنسان في سنغافورة
وُضعت قوانين حقوق الإنسان في سنغافورة في دستور سنغافورة، الذي يتوافق مع الحقوق القانونية لمواطنيها. يحمي الدستور هذه الحقوق التي تشمل التعديلات والاستفتاءات. تطورت هذه الحقوق بشكل كبير منذ الأيام التي تلت الاستقلال، على الرغم من أن الحكومة في سنغافورة لديها سلطات واسعة للحد من حقوق المواطنين أو منع المعارضة السياسية. في عام 2018، احتلت سنغافورة المرتبة 151 من قبل مراسلون بلا حدود في مؤشر حرية الصحافة العالمي. أعطى تقرير (الحرية في العالم) السنوي الذي تجريه منظمة بيت الحرية التي تتخذ من الولايات المتحدة مقراً لها سنغافورة 3 من 7 مقابل «الحرية السياسية»، و3 من أصل 7 في «الحريات المدنية» (حيث 1 هو «الأكثر حرية»)، مع تصنيف بشكل عام «حر جزئيًا» لـ عام 2015.
تضمن المادة 14 من دستور سنغافورة، وتحديداً المادة 14/ (1)، للمواطنين السنغافوريين الحق في حرية التعبير عن الرأي والتجمع السلمي دون أسلحة وتكوين الجمعيات. ومع ذلك، قد يجري تقييد التمتع بهذه الحقوق من خلال القوانين التي يفرضها برلمان سنغافورة على الأسس المنصوص عليها في المادة 14 (2) من الدستور.

## التشريع

### قانون الأمن الداخلي
تفرض إدارة الأمن الداخلي بوزارة الداخلية قانون الأمن الداخلي للدولة (آي إس أي) كمكافحة للتجسس المحتمل والإرهاب الدولي وتهديدات الانسجام العرقي والديني والتخريب. يسمح قانون الأمن الداخلي بالاحتجاز إلى أجل غير مسمى دون توجيه تهم رسمية أو اللجوء إلى المحاكمة، وقد جرى استخدامه لسجن المعارضين السياسيين للحزب الحاكم، بمن فيهم عضو البرلمان السابق شيا ثي بوه، الذي احتُجز لمدة 32 عامًا دون محاكمة قبل إطلاق سراحه. حتى عام 2005، كان 36 رجلاً محتجزين بموجب قانون الأمن الداخلي.

### قانون الفتنة
يحظر قانون التحريض على الفتنة التحريض على الفتنة والكلام. وطبع ونشر وبيع وتوزيع واستنساخ واستيراد المنشورات التي تثير الفتنة.
بالإضافة إلى معاقبة الأفعال التي تميل إلى تقويض إدارة الحكومة، يجرم القانون أيضًا الأعمال التي تثير مشاعر سوء النية أو العداء بين الأعراق أو الطبقات المختلفة من السكان.

### قانون النظام العام (2009)
بموجب قانون النظام العام لعام 2009، يلزم الحصول على تصريح من الشرطة لعقد المظاهرات أو التجمعات الخارجية بشكل قانوني. يمكن عقد التجمعات الداخلية بحرية دون الحاجة إلى طلب تصاريح من الشرطة. هناك عدة تعديلات على قانون النظام العام منذ عام 2009، واعتبارًا من أكتوبر 2017، يتعين على جميع منظمي الأحداث إخطار الشرطة إذا كانوا يتوقعون حضور أكثر من 5000 شخص للمناسبات العامة أو 10000 في أي وقت للتجمعات الخاصة. وتشمل التعديلات الإضافية للقانون السماح لمفوض الشرطة برفض تصريح التجمع العام أو الموكب إذا اعتُبر أنه موجه نحو هدف سياسي أو مشاركة أو تنظيم من قبل كيانات ومواطنين غير سنغافوريين.

### ازدراء المحكمة
تُرتكب جريمة إهانة المحكمة عندما يقدم شخص ما على معاملة محكمة أو قاضٍ (أو سلطة أقل) بازدراء. تندرج ادعاءات التحيز أو عدم التحيز أو عدم اللياقة أو أي مخالفة فيما يتعلق بالقاضي في ممارسة وظيفته القضائية ضمن الجريمة.

### القانون الجنائي (أحكام مؤقتة)
استُخدم الاعتقال دون محاكمة بموجب القانون الجنائي (أحكام مؤقتة) للتعامل مع التجسس والإرهاب والجريمة المنظمة والمخدرات.

### قانون الصحف والمطابع (1974)
يشترط القانون على رئيس التحرير أو مالك الصحيفة الحصول على تصريح من الوزير لطباعة أو نشر صحيفة في سنغافورة.
تمنح المادة 10 من القانون الوزير سلطة تعيين المساهمين الإداريين لجميع شركات الصحف ومراقبة أي تحويلات لأسهم الإدارة هذه. كما أنها تمنح المساهمين الإداريين، الوكالة الحكومة، بأغلبية لا تقل عن 66٪ في أي أصوات تتعلق بقرارات التوظيف. قانون التسجيل (1970).
يُطلب من جميع مواطني سنغافورة الذكور والمقيمين الدائمين من الجيل الثاني (بي آر) الذين بلغوا سن 18 عامًا الخضوع للتجنيد الإجباري لمدة عامين والمعروف باسم الخدمة الوطنية. يجري تغريم المتخلفين أو الحكم عليهم بالسجن.
لا يمكن للمواطنين الذكور الذين يحملون جنسية مزدوجة التخلي عن جنسيتهم السنغافورية إلا عند الانتهاء من خدمتهم، ما لم يكن لديهم جنسية دولة أخرى في سن 11 عامًا، وأعلنوا لوزارة الدفاع عن نيتهم في التخلي عن جنسيتهم قبل بلوغهم الـ 11 سنة، وتجنب جميع «الفوائد الاجتماعية والاقتصادية لجنسية سنغافورة» قبل التخلي عن الجنسية السنغافورية بعد بلوغ سن الرشد. يواجه الجيل الثاني من المقيمين الدائمين الذين يتخلون عن وضع الإقامة الدائمة الخاصة بهم دون خدمة «عواقب» إذا تقدموا بطلب للعودة إلى سنغافورة للدراسة أو العمل في المستقبل.

## حقوق أساسية

### حرية التعبير وتكوين الجمعيات
قيدت الحكومة حرية التعبير وحرية الصحافة وقيّدت الحقوق المدنية والسياسية الأخرى. يجري تقييد الحق في حرية التعبير وتكوين الجمعيات والذي تضمنه المادة 14 (1) من دستور سنغافورة من خلال القسم الفرعي التالي (2) من نفس المادة.
المكان الوحيد في سنغافورة حيث التجمعات العامة في الهواء الطلق لا تتطلب تصاريح من الشرطة (للمواطنين) هو في ركن المتحدثين الذي صُمم بشكل حر تام في هايد بارك، لندن. ومع ذلك، لا يزال الأجانب بحاجة إلى تصريح للتحدث في المتنزه، ولا يزال يتعين على المرء تسجيل التفاصيل الشخصية لدى مجلس المتنزهات الوطنية عبر الإنترنت قبل التحدث أو الاحتجاج في ركن المتحدثين، وهناك أيضًا العديد من كاميرات المراقبة في الحديقة، وهو وضعٌ علق عليه بعض النواب السنغافوريين.
لا تُمنح تصاريح الشرطة للأحداث التي يُنظر إليها على أنها «تنطوي على خطر كبير من الإخلال بالنظام العام» وتلك التي يمكن أن «تحرض على مشاعر العداء بين الجماعات العرقية والدينية المختلفة» في سنغافورة.
وبحسب منظمة العفو الدولية، جرى تشديد القوانين في عام 2010 للحد من حرية التعبير والتجمع، ولخنق المنتقدين والنشطاء. رُفعت دعاوى قضائية من قبل السلطات ضد المعارضين. ومع ذلك، عقد منتقدو الحكومة والمدافعون عن حقوق الإنسان تجمعات عامة.
تُعد الرقابة على المحتوى الحساس من الناحية السياسية والعرقية أو الدينية واسعة النطاق أيضًا، وتُفرض في شكل لوائح إعلامية صارمة وقوانين جنائية، ومقاربات غير مباشرة من خلال علامات OB  على الصحفيين المحليين وسحب التمويل العام للفنون. جرى تقييد حرية الصحافة على مر السنين من خلال العديد من قوانين الأمن القومي، مثل قانون الأمن الداخلي وقانون التحريض على الفتنة وقانون الأسرار الرسمية. أدى ضغط الحكومة إلى الامتثال لممارسة الرقابة الذاتية من قبل الصحفيين.

### الخصوصية تحت المراقبة الجماعية
لا يتضمن دستور سنغافورة الحق في الخصوصية ولا يحمي قانون حماية البيانات المواطنين من المراقبة الحكومية. لا تحتاج الحكومة إلى إذن قضائي مسبق لإجراء أي اعتراض للمراقبة، ويجري تصنيف الوثائق التي تقيد ما يمكن للمسؤولين فعله بالبيانات الشخصية. في تقرير لوزارة الخارجية الأمريكية في عام 2015، يُعتقد أن وكالات إنفاذ القانون والوكالات الحكومية لديها شبكات واسعة لجمع المعلومات وإجراء المراقبة. لدى غالبية السنغافوريين انطباع بأن السلطات تتعقب المكالمات الهاتفية واستخدام الإنترنت للمدنيين، تُجرى فحوصات روتينية على بعض السياسيين المعارضين ومنتقدي الحكومة الآخرين.
أُدرجت هيئة تطوير وسائل الإعلام والاتصالات في سنغافورة كعميل لشركة Hacking Team لصناعة برامج التجسس وتسريب البيانات. يُزعم أن المجموعة استخدمت برامج تجسس لتحليل البصمة الرقمية لجمهورها المستهدف.
وفقًا لدراسة [مشكوك في مدى صحتها] أجرتها وزارة الدفاع السنغافورية، تعد نسبة المراقبة أعلى نسبيًا في سنغافورة، حيث قبل غالبية المواطنين «وضع المراقبة» باعتباره ضروريًا لردع الإرهاب و«التطرف الذاتي». يقال إن السنغافوريين قبلوا العقد الاجتماعي بين السكان وحكومتهم، ويتوقعون «التنازل عن بعض الحريات المدنية والحريات الفردية مقابل ضمانات أساسية: الأمن، التعليم، الإسكان ميسور التكلفة، والرعاية الصحية». مع الضغط من أجل مبادرة الأمة الذكية لجمع وتحليل البيانات الضخمة من جميع جوانب الحياة الحضرية لاتخاذ القرار، ليس من الواضح كيف ستُدعم حقوق الأفراد في الخصوصية.
في نوفمبر (تشرين الثاني) 2017، أُعلن أن الحكومة ستقدم تشريعًا في 2018 يفرض على جميع الأطباء الخاصين تقديم معلومات المريض لقاعدة بيانات الرعاية الصحية الوطنية المركزية المسماة النظام الوطني للسجلات الصحية الإلكترونية.(NEHR) يمكن للمرضى أن يطلبوا جعل سجلاتهم الصحية غير متاحة للأطباء والعاملين في مجال الرعاية الصحية، ولكن ستظل السجلات تُضاف وتُحدّث باستمرار إلى النظام الإلكتروني. بينما أكدت السلطات أن العاملين في مجال الرعاية الصحية المعنيين فقط هم من يمكنهم الوصول إلى بيانات المرضى، فقد لوحظ أن هناك حالات وصول غير قانونية لسجلات المرضى حتى مع وجود ضمانات الخصوصية المعمول بها.
تحدث عميد القانون، سيمون تشيسترمان، عن الحاجة إلى مزيد من الشفافية حول المراقبة في المدن الذكية لضمان عدم إساءة استخدام سلطات الدولة.

## حقوق المثليات، المثليين، مزدوجي الميل الجنسي، والمتحولين جنسيًا LGBT
يحظر قانون سنغافورة الذي يرجع تاريخه إلى عام 1938 (قانون العقوبات، القسم 377 أ) العلاقات الجنسية بين الرجال، ولكن لم تُجرَ أي ملاحقات قضائية على النشاط الجنسي الخاص منذ عام 1999. منذ اجتماع مايو 2009 في سبيكرز كورنر في متنزه هونغ ليم بارك، شارك مؤيدو حقوق المثليين في تجمع (النقطة الوردية) السنوي في سبيكرز كورنر دون تدخل الحكومة. عُدَّ حدث عام 2009 مهمًا بدرجة كافية ليُضمَّن في تقارير حقوق الإنسان لوزارة الخارجية الأمريكية لعام 2009.

## حقوق العمال المهاجرين
وفقًا لمنظمة العفو الدولية، كان ربع سكان سنغافورة من المهاجرين في نهاية عام 2009.
يستثني قانون توظيف العمال الأجانب عمال الخدمة المنزلية (2009). لا توفر سنغافورة الحماية الأساسية للعمال الأجانب، مثل العدد القياسي لساعات العمل وأيام الراحة، والحد الأدنى للأجور والحصول على مزايا العمل. يمكن أن تصل رسوم استقدام العمالة المنزلية إلى 40٪ من رواتب العمال في عقد لمدة عامين. اعتبارًا من نهاية عام 2010، رفضت حكومة سنغافورة تنظيم رسوم التوظيف.
في عام 2010، لم يتلق مهاجران من بورما، بعد 11 عامًا من العمل في سنغافورة، تصاريح عمل جديدة، بعد دعمهما النشط للحركة المؤيدة للديمقراطية في بورما.